# Павлодарський ВТТ
Павлодарський ВТТ (рос. ПАВЛОДАРСКИЙ ИТЛ, Павлодарлаг) — підрозділ системи виправно-трудових установ ГУЛАГ.
Організований 28.05.55 на базі Панінського ТВ;

закритий 03.09.56 (реорг. в Павлодарське Упр. ВТК МВС Казахської РСР).

## Підпорядкування і дислокація
- ГУЛАГ з 28.05.55;
- УВТТК МВС Казахської РСР з 17.09.55.

Дислокація: Казахська РСР, р-н м.Павлодар;

м. Павлодар.

## Історія
Павлодар був створений для будівництва в місті Павлодарі комбайнового заводу відповідно до Постанови Ради Міністрів СРСР від 3 січня 1955 № 3. Передбачалося комплексне будівництво заводу з усіма заготівельними, обробними і складальними цехами і комплексом енергетичних та господарських служб, житловим селищем і культурно-побутовими установами. На підприємстві планувався випуск причіпних комбайнів «РСМ-8» і дизелів до них типу «СМД-55». Постановою встановлювався термін пуску першої черги заводу в 1957 році і на повну потужність в 1959 році. Однак до кінця 1959 практично жодне із завдань повністю виконано не було. Доцільність спорудження комбайнового заводу була під сумнівом, оскільки до цього часу вже була відсутня потреба в причіпних комбайнах «РСМ-8». 20 листопада 1959 Постановою Ради Міністрів СРСР № 1301 Павлодарский комбайновий завод був реорганізований в Павлодарский машинобудівний завод. Підприємство здійснювало випуск холодильних установок для промислових холодильників, компресорів, вузлів і деталей для кисневих установок. 4 березня 1966 наказом Міністерства тракторного і сільськогосподарського машинобудування СРСР № 70 на базі Павлодарського машинобудівного заводу був утворений Павлодарський тракторний завод.